# Tarucus psittacus
Tarucus psittacus är en fjärilsart som beskrevs av Herrich-Schäffer 1844. Tarucus psittacus ingår i släktet Tarucus och familjen juvelvingar. Inga underarter finns listade i Catalogue of Life.